# رياويات
رياويات (الاسم العلمي: Rheae) هي رتيبة تتبع رتبة النعاميات من صنف الطيور الحديثة.

## فصائل
- †خلفيات الإصبع (باللاتينية: Opisthodactylidae) وهي فصيلة أحفورية منقرضة
- رياوية (باللاتينية: Rheidae)